# Aleksander Sowa
Aleksander Sowa (ur. 1979 w Paczkowie) – polski autor powieści kryminalnych, obyczajowych, zbiorów opowiadań i poradników, pisarz niezależny, prekursor samodzielnego wydawania własnych książek w Polsce.

## Twórczość
Jego debiutancka powieść jest pierwszą polską powieścią wydaną na papierze, a następnie sprzedawaną w Amazon jako e-book. Autor swoją pisarską karierę zbudował na samopublikowaniu przy czym dba on o wysoki poziom zarówno treści, jak i strony edytorskiej swoich utworów. Wydaje je samodzielnie oraz w sposób tradycyjny. Utwory tego autora były usuwane z Kindle Store z powodu nieobsługiwanego języka. Jako jeden z pierwszych autorów w Polsce wykorzystał do samopublikowania serwisy KDP (Amazon Kindle Publishing) oraz Smashwords. Od roku 2012 pracuje jako policjant (w stopniu podoficerskim).
W twórczości skupia się na sytuacjach granicznych i sięga po różne gatunki oraz konwencje. Wszystkie jego powieści kryminalne są inspirowane prawdziwymi wydarzeniami. Wyróżniają się szczegółowością opisów, opartą na dialogach fabułą oraz uderzającym realizmem i autentycznością. Ich język jest męski, często szorstki, a nawet wulgarny. 

### Kryminalna seria astronomiczna z Emilem Stomporem
- 2010: Era Wodnika
- 2017: Punkt Barana
- 2019: Gwiazdy Oriona
- 2020: Czas Wagi
- 2021: Wenus umiera
- 2022: Wielki Pies
- 2024: Znamię Ryby

### Powieści
- 2006: Umrzeć w deszczu
- 2007: Jeszcze jeden dzień w raju
- 2012: Modliszka
- 2013: Zauroczenie
- 2015: Góra Bogów Śmierci
- 2013: Koma

### Opowiadania, zbiory opowiadań i nowele
- 2010: Zła miłość
- 2013: Do widzenia
- 2014: Powietrze jest zimne
- 2018: O człowieku, który patrzył w niebo

### Pozostałe
- 2007: Fiat 126p Mały Wielki Samochód
- 2010: Autor 2.0.
- 2010: Legendy naszej motoryzacji
- 2018: Biblia #SELF-PUBLISHINGu

## Nagrody
- 2010: Jeszcze jeden dzień w raju: Najlepsza książka na lato 2010 Granice.pl (głosownie internautów i jury).
- 2012: Tak jest kapitanie!: Ogólnopolski Konkurs Literacki Mój belfer[33]
- 2019: Nagroda Prezydenta Miasta Opola za debiut kulturalny roku[34][35]. Gwiazdy Oriona: Najlepsza książka na lato 2019 (głosownie internautów) Granice.pl. Gwiazdy Oriona: najlepsza książka na lato 2019 (głosownie internautów) Granice.pl. w kategorii kryminał i sensacja[36].
- 2020: Gwiazdy Oriona: Książka Roku 2019 w kategorii kryminał, sensacja (głosownie internautów) Granice.pl[37]. Czas Wagi: Najlepsza książka na lato 2020 Granice.pl w kategorii kryminał, sensacja[38][39][40].
- 2021: Czas Wagi: Książka Roku 2020 w kategorii kryminał, sensacja (głosownie internautów) Granice.pl[41][42]